# Manfred Lindemann-Frommel
Manfred Lindemann-Frommel (* 18. November 1852 in München; † 15. Juni 1939 in Regensburg) war ein deutscher Landschafts- und Marinemaler.

## Leben

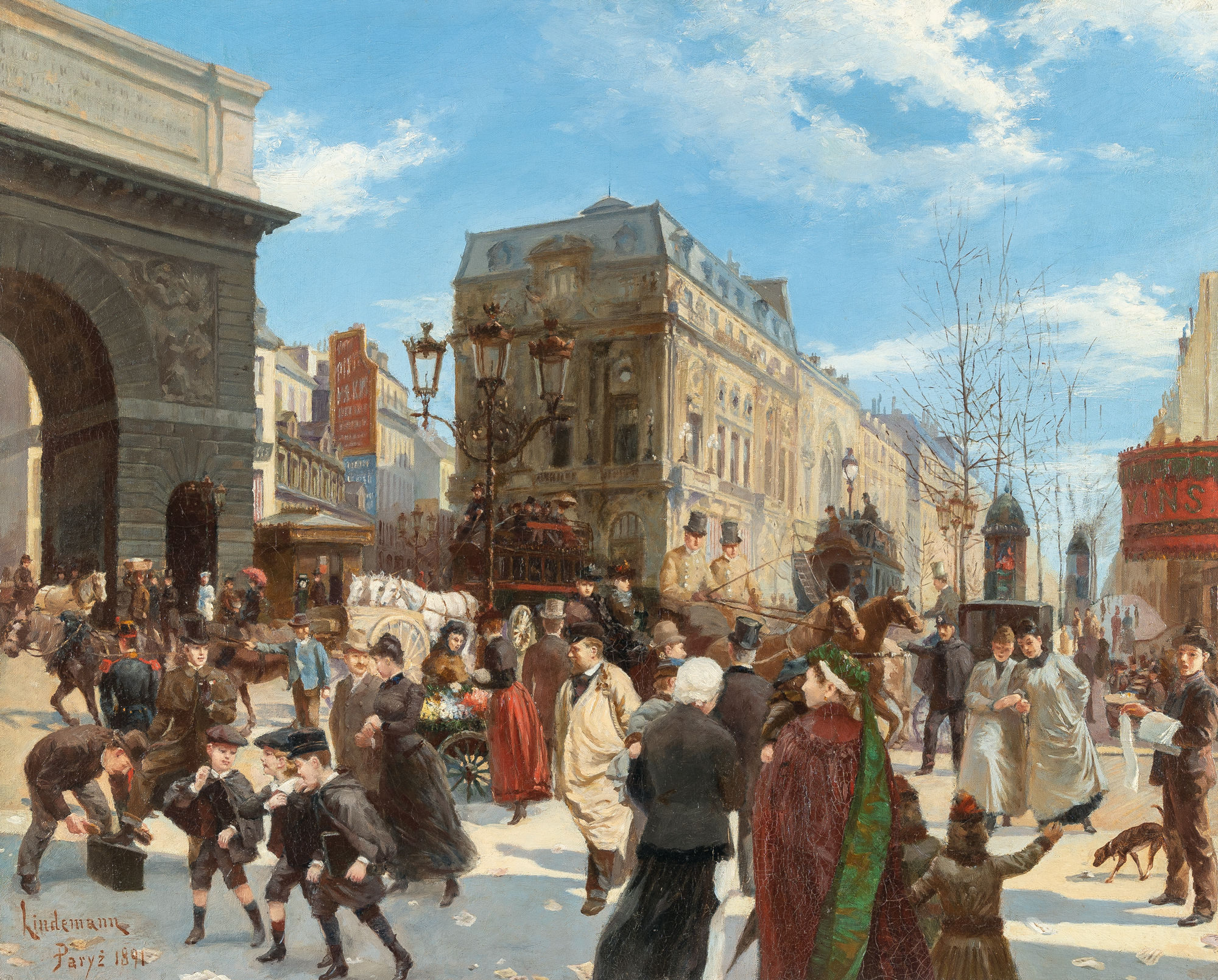
Manfred Lindemann-Frommel: Pariser Straßenszene bei der Porte Saint-Martin, 1891

Manfred Lindemann-Frommel war der Sohn des Malers Karl Lindemann-Frommel und ein Großneffe des Malers Carl Ludwig Frommel.
Er studierte zunächst Architektur in Karlsruhe. 1875 und 1880–1882 soll er Schüler von Adolf Heinrich Lier in München gewesen sein. Außerdem studierte er an der Kunstakademie Karlsruhe bei Hermann Baisch und Gustav Schönleber fort, wo er Mitglied des Corps Saxonia Karlsruhe wurde. Weiterhin besuchte er auch die Kunstgewerbeschule Dresden.
Beruflich ging er 1891 nach Berlin, wo er zunächst im Haus Ansbacher Straße 9 gemeldet war und im Haus Schinkelplatz 6 ein Atelier gemietet hatte. Er war 1895 an der Technischen Hochschule (Berlin-)Charlottenburg tätig und stellte auf der Großen Berliner Kunstausstellung des gleichen Jahres aus. 1896 zog er nach Laboe, 1912 nach Kiel, 1926 nach Regensburg, wo er in dem palastartigen Künstlerhaus Wittelsbacher Straße 9 wohnte und arbeitete. Lindemann-Frommel malte vorwiegend Seestücke mit Schiffen der deutschen Flotte, diese auch als Wandbilder für Rathäuser.

## Werke (Auszug)
- sechs Seebilder im Restaurant „Reichspfennig“ in Kiel-Gaarden, 1906[4]
- Morgen auf See, 1895 gezeigt auf der Großen Berliner Kunstausstellung[5]
- Der Kreuzer „Mainz“, Gouache auf Pappe, 36 cm × 56 cm; Gemäldesammlung Mainz[6]

Außerdem schuf er nicht genauer benannte Wandbilder für die Rathäuser in Königsberg, Mainz, Köln und Stettin und einige weitere wenig bekannte Marinegemälde.

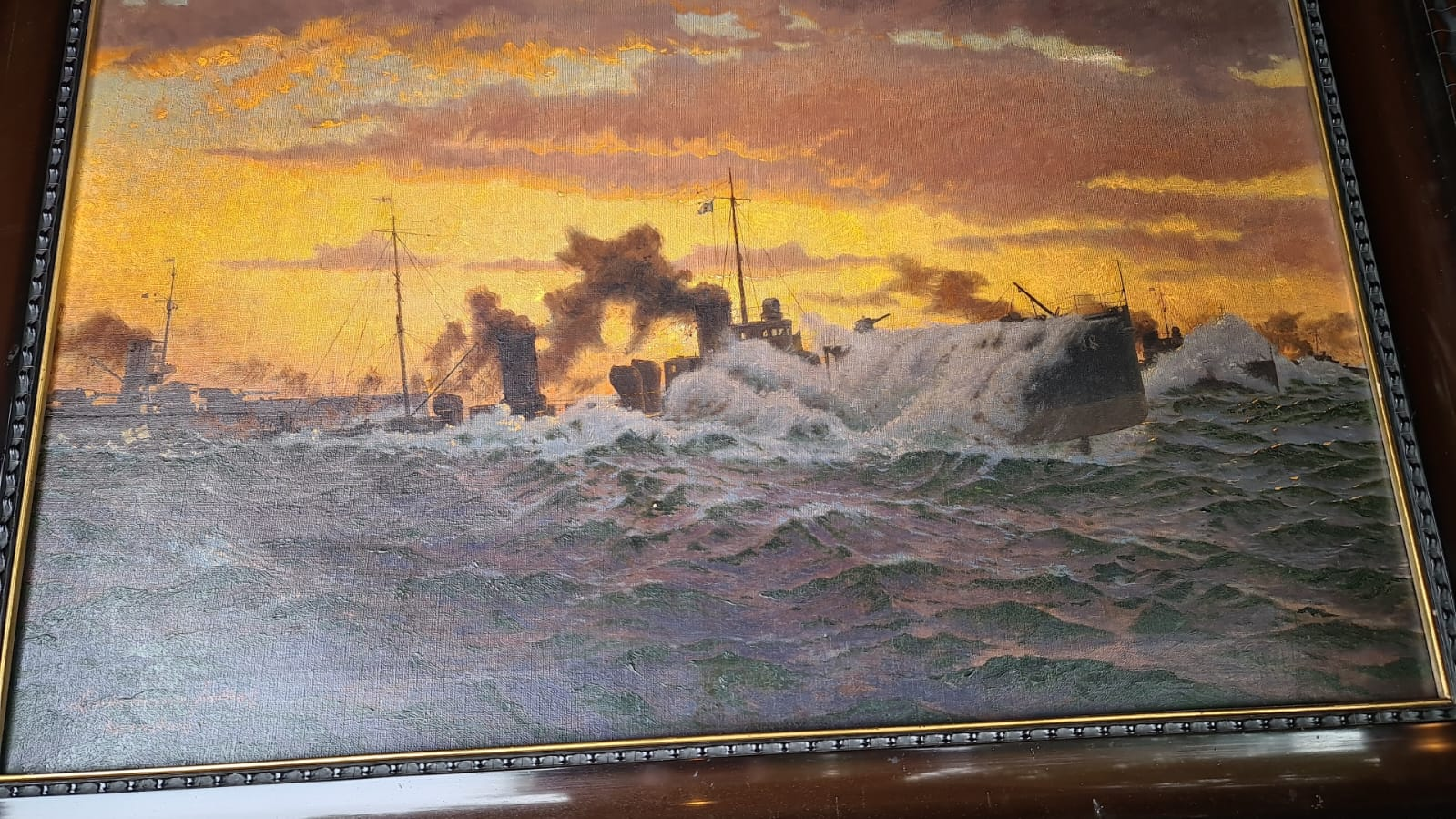
Ein Gemälde von M.Lindemann-Frommel, das einen Teil der kaiserlichen Flotte im 1. Weltkrieg zeigt